# 천북로
천북로(Cheonbuk-ro)은 경상북도 경주시 천북면 중심지를 연결하는 도로이다.

## 노선 경로
- 강변로와 직결 (경주 방향)
- 신당교차로 - 산업로 (국도 제7호선) ◆ 지방도 제925호선 진입 ↓ ◆
- 신라공고사거리 - 천북로
- 동산교 (신당천)
- (이름 없음) - 천강로 (강동, 천북일반산업단지 방향)
- (이름 없음) - 동산3길 ◆ 지방도 제925호선 진입 ↑ ◆
- (이름 없음) - 천북남로 (보문관광단지 방향)
- 성지1교
- (이름 없음) - 천강로 (지방도 제925호선 ; 천북 방향, 강동 · 천북일반산업단지 방향)

## 주요 건물 및 시설
- 경주시수질환경사업소, 경주에코물센터 - 경상북도 경주시 천북면 천북로 5-13
- 신라공업고등학교 - 경상북도 경주시 천북면 천북로 41-21
- 천북초등학교 - 경상북도 경주시 천북면 천북로 343
- 천북면 행정복지센터 - 경상북도 경주시 천북면 천북로 383
- 천북우체국 - 경상북도 경주시 천북면 천북로 388

## 같이 보기
- 천북면